# Петро (апостол)
Апо́стол Петро́ (грец. Πέτρος, קפאס – «Кі́фа», «Ке́па», лат. Petrus; ? — 64/67) — у християнстві один із дванадцяти апостолів Ісуса Христа, старший серед Його учнів. Перший єпископ Риму (Папа Римський, 33—67) і Антіохії (патріарх Антіохійський). У миру — Си́мон, або Шимо́н (арам. ܟܹ݁ܐܦ݂ܵܐ, Shemayon; івр. שמעון בר יונה, Shim'on). Згадується в Новому Заповіті. Народився у Віфсаїді, Сирія, Римська імперія. Син рибалки Йони. До зустрічі з Ісусом займався рибальством разом із братом Андрієм. Отримав ім'я «Петро» (камінь) від Христа, який пообіцяв збудувати на ньому як на твердому камені свою Церкву й символічно дав йому ключі Царства Небесного. Петро супроводжував Ісуса Христа на проповідях як один з найближчих учнів; був присутній на Преображенні, Тайній вечері, Розп'ятті і Воскресінні. Разом з іншими учнями прийняв Святого Духа під час П'ятидесятниці. Страчений у Римі за правління імператора Нерона. Помер мученицькою смертю на хресті вниз головою. Ушановується всіма християнськими церквами. День пам'яті — 29 червня. У живописі зображується з ключами Небесного царства, папськими регаліями, мучеником на перевернутому хресті тощо. Основне місце вшанування — Собор Святого Петра в Римі.

## Біографія

### Походження і покликання
Симон (пізніше Петро) був старшим братом Андрія Первозваного, який і привів його до Ісуса. Був сином Йони з Віфсаїди (Ів. 1:44), одружений, мав дітей, рибалив, мешкав у Капернаумі. Згідно з Євангелієм від Івана, Андрій з іншим учнем Івана Хрестителя провадив Ісуса до Симона, коли вони були над Йорданом (Ів. 1:35-41). Тоді ж Симон був названий символічним ім'ям Петро (з грец. πέτρος), що означає камінь, скеля (арамейською його звали Кифа, тобто «скеля») (Ів. 1:42). Згодом Ісус знову звернувся до апостола Петра зі словами: 
| «Блаженний ти, Симоне, сину Йонин, бо не тіло і кров тобі оце явили, але мій небесний Отець. І кажу тобі, що ти скеля; на скелі оцій побудую я Церкву Свою, — і сили пекельні не переможуть її» (Мт. 16:17-18). |

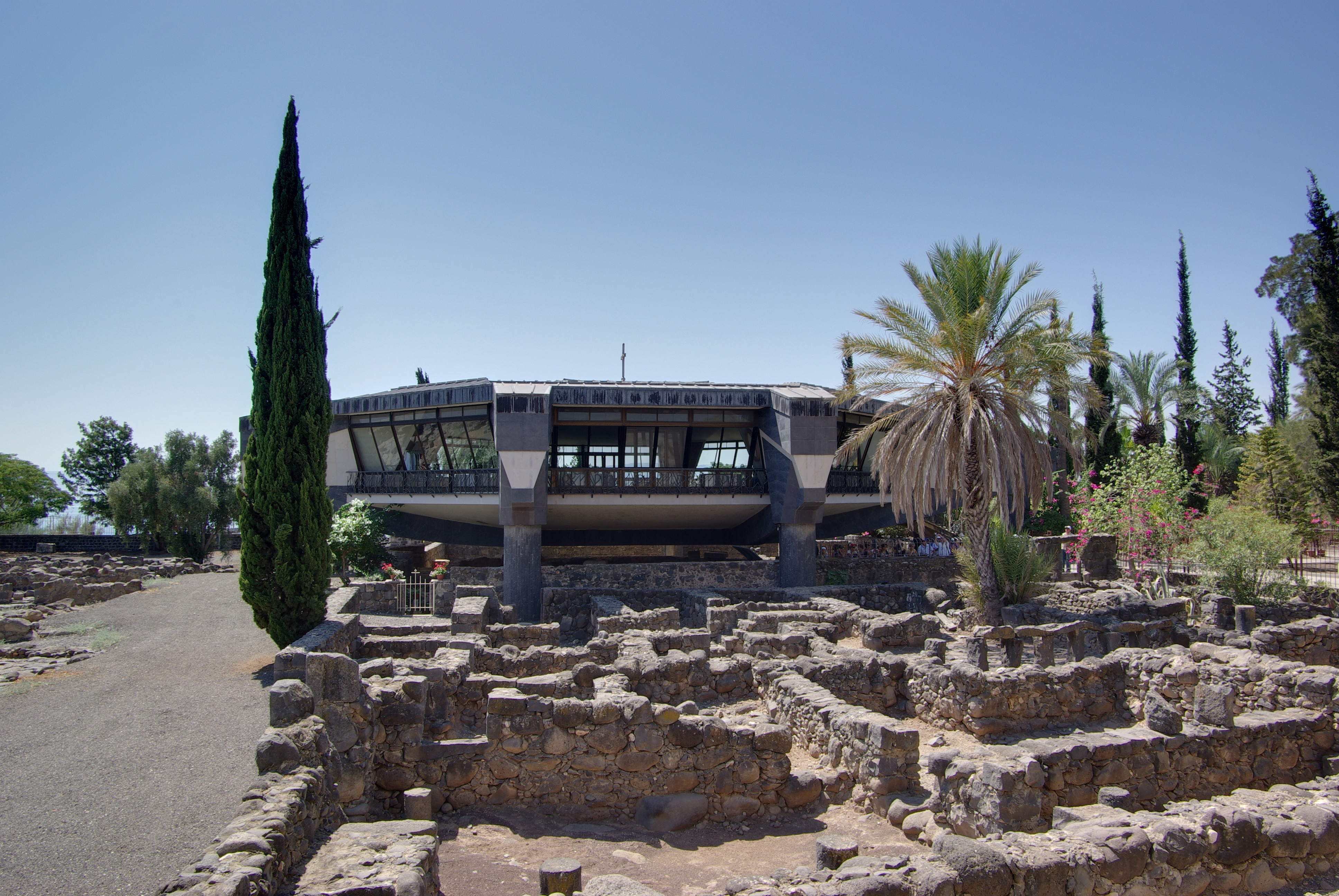
Церква Святого Петра у Капернаумі побудована на місці його будинку.

У синоптичних Євангеліях складається враження, що зустріч Ісуса з Петром відбулася над Генезаретським озером. Ісус, ідучи берегом озера, «побачив двох братів: Симона, що звався Петром, і Андрія, що закидали у море сіті, бо були рибалки. І до них мовив: „Ідіть за мною, я вас зроблю рибалками людей“. І ті негайно кинули сіті і пішли за Ним» (Мт. 4:18-20). Майже ідентичне оповідання є й у Євангелії від Марка. Натомість Лука вводить нові елементи більшої довіри словам Ісуса навіть усупереч логіці (Лк. 5:1-11). Симон був одружений, проте ім'я його дружини невідоме. Він мешкав разом з нею, її матір'ю та своїм братом Андрієм у своєму будинку в Капернаумі (Мт. 8:14, Лк. 4:38, Мр. 1:21). На місці його будинку на рештках церкви III століття споруджено церкву. За Мр. 1:31, Ісус Христос оздоровив також тещу Петра. Як видно, в усіх Євангеліях апостол Петро завжди є провідною фігурою. Він належить до трьох найближчих до Ісуса Христа апостолів. За Мр. 9:2-13, апостол Петро був також серед тих трьох, яким Бог відкрив божественність і майбутнє воскресіння свого Сина перед його смертю. В ієрархії Церкви Петро безсумнівно займає перше місце серед апостолів. Євангеліст Марко так описує покликання: 
 Майже ідентичні списки подано в Матвія (Мт. 10:2-4), Луки (Лк. 6:13-16) і в Діяннях Апостолів (Дії 1:13-16). У цих списках послідовність деяких імен змінюється, але Петро завжди перший.

### Визнання Ісуса Христа
Свідченням того, що Ісус уподобив собі Петра, було те, що Христос відвідав його дім і зцілив близьких, удостоїв апостола бути свідком Святої Божественної слави на горі Фавор і страждань та страстей у Гетсиманському саду. Ісус урочисто надав Симонові ім'я Кифа-Скеля щойно в Филиповій Кесарії, де на запитання Вчителя: «Хто я?», він відповів за всіх Дванадцятьох: «Ти — Христос, Бога живого Син». У відповідь Петро почув із уст Ісуса: «Щасливий ти, Симоне, сину Йонин, бо не тіло і кров це тобі відкрили, а Отець мій небесний. Тож і я тобі заявляю, що ти — Петро (скеля), і що я на цій скелі збудую мою Церкву й що пекельні ворота її не подолають». (Мт. 16:17-18). Грецький вислів «пекельні ворота» означає приблизно те саме, що «сила смерті».

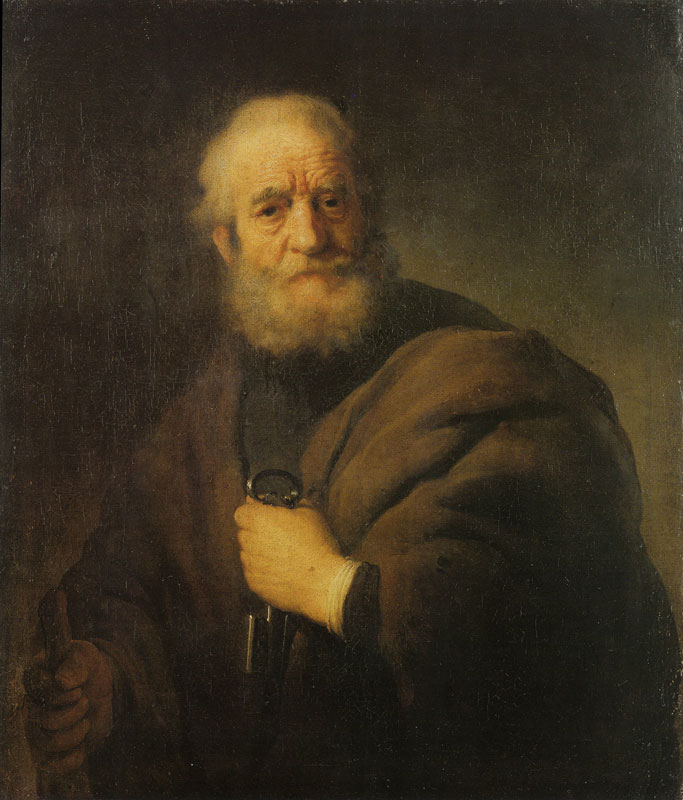
1632 Рембрандт

### Один з найближчих учнів
Ісус явно вирізняє Петра як одного з трьох наближених учнів, беручи з собою його, а також Якова й Івана на високу гору, яку часто ототожнюють з горою Фавор, де відбулося Преображення, і в Гетсиманію, і ще раніше до будинку Яїра, де воскресив щойно померлу доньку господаря. Петро також найвідважніше ставив запитання Вчителеві, навіть на горі Фавор, де проявив власну ініціативу і сказав: «Учителю, добре бути нам тут! Поставмо ж собі три шатрі: для Тебе одне, і одне для Мойсея, і одне для Іллі…» (Мр. 9:5-6). Він також запитував від імені учнів про винагороду, яку вони б мали отримати: «От усе ми покинули, та й пішли за Тобою слідом; що ж нам буде за це?» (Мт. 19:27). Іншим разом цікавився, чи вистачить, якщо сім разів пробачить своєму братові (Мт. 18:21-22).
Петро запальний, сповнений любові до свого Вчителя й водночас ентузіазму до його справи, він незворушно впевнений у собі: «І відізвався до Нього Петро: Хоч спокусяться й усі, та не я!» (Мр. 14:29). А в Євангелії від Івана немов би сам провокує Ісуса на слова про своє майбутнє зречення, вимагає від Учителя сказати, куди він відходить. У відповідь чує: «Куди Я йду, туди ти тепер іти за Мною не можеш, але потім ти підеш за Мною.» (Ів. 13:36). На ці слова Петро реагує з сумом та певним обуренням, ще не розуміючи однак справжнього змісту його нового імені. Він з впевненістю говорить Ісусу: «Чому, Господи, іти за Тобою тепер я не можу? За Тебе я душу свою покладу!», на що Учитель із сумом відповідає: «За Мене покладеш ти душу свою? Поправді, поправді кажу Я тобі: Півень не заспіває, як ти тричі зречешся Мене…» (Ів. 13:37-38).

### Зречення

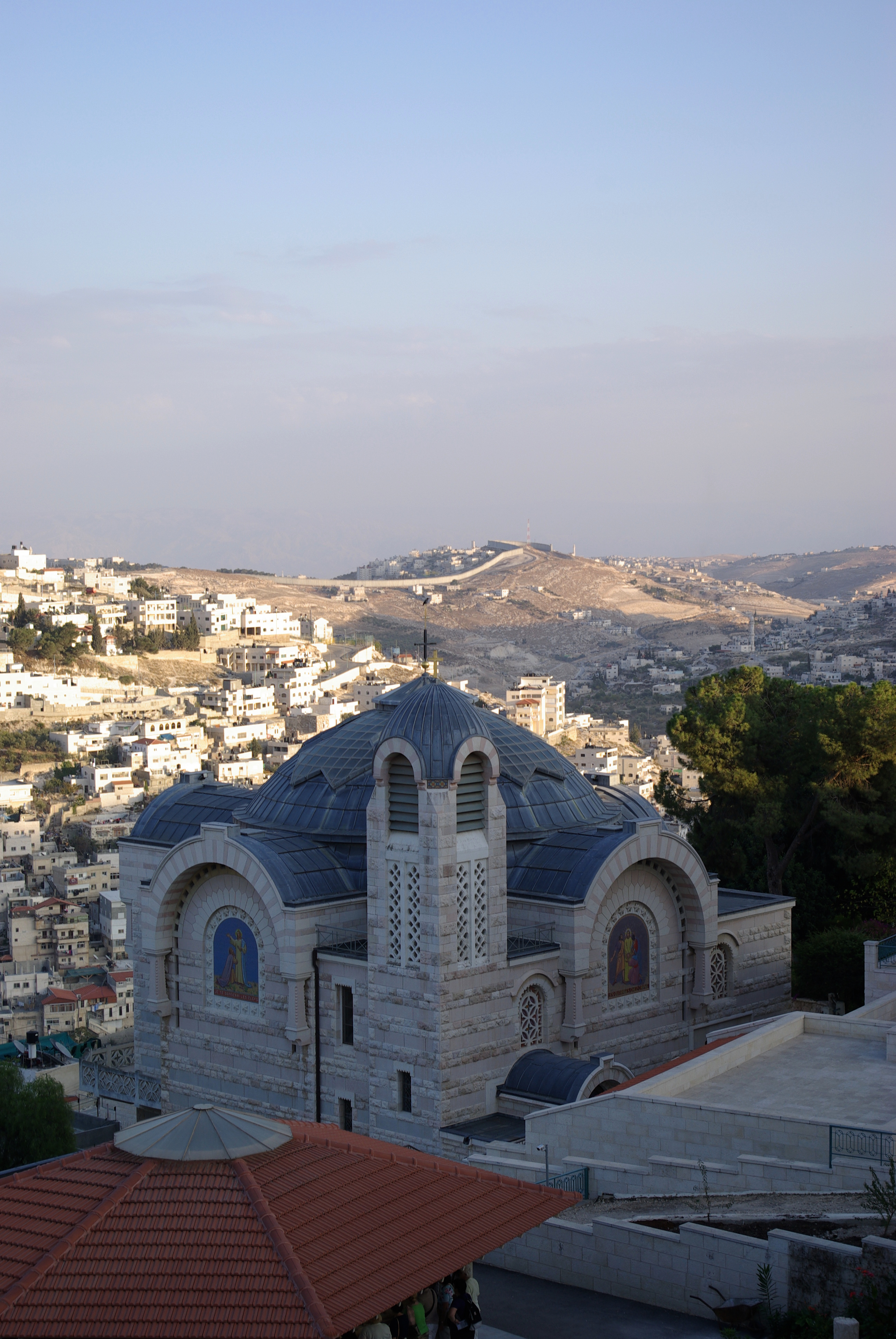
Церква святого Петра в Ґаліканту, Сіон, Єрусалим

Провіщення відречення, як і опис його здійснення, міститься в усіх чотирьох Євангеліях. Розповіді Євангелістів не завжди однакові, у цьому епізоді, однак, вони вражають своєю дивовижною схожістю. Мабуть, сам Петро вимагав зафіксувати той факт, до того ж вимагав таким чином, щоб це глибоко запало всім у серця. До тієї миті він постійно думав лише «про людське». Тому, коли прийшли заарештовувати Ісуса, витяг меча, хоча знав, що не має жодного шансу перемогти натовп і охоронців. Про це згадують усі євангелісти, проте лише Іван називає його ім'я. Петро не брехав, коли казав Ісусові, що готовий іти за Ним на смерть, але на смерть у боротьбі. Він пішов за своїм захопленим Учителем, бо явно не захотів залишати Його самого. Прагнув побачити, що з ним станеться. Коли до нього звернулася служниця, яка начебто впізнала у ньому одного з учнів галилеянина, мимоволі відповів, що не знає, про що вона говорить. А коли запитали вдруге, він клянеться, що не знає цього Чоловіка. А коли сказали, що його видає його галилейський акцент — знову присягає, що цього Чоловіка не знає. «І враз заспівав півень». І тоді Петро зрозумів, що то не його власна сила, ні навіть геройство, ентузіазм чи запал зробили його Скелею. Можливо, від крайнього відчаю його врятували слова Ісуса, сказані перед цими подіями: «Симоне, Симоне, ось сатана жадав вас, щоб вас пересіяти, мов ту пшеницю. Я ж молився за тебе, щоб не зменшилась віра твоя; ти ж колись, як навернешся, зміцни браттю свою!»(Лк. 22:31-32).

### Свідок Воскресіння. Першість Петра

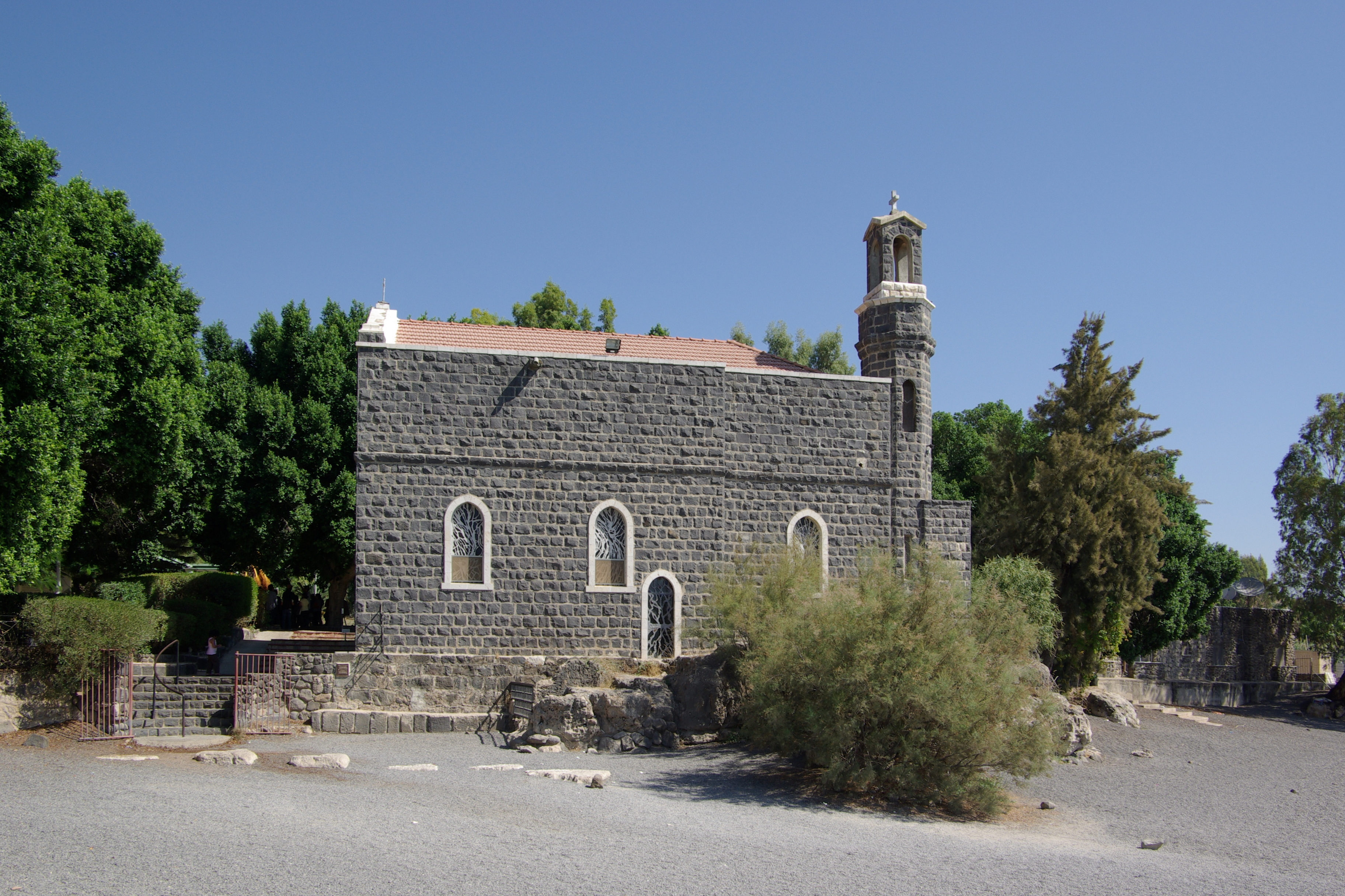
Церква першості апостола Петра у Табсі над Галилейським морем

Незважаючи на свою любов до Ісуса Христа, Апостол Петро через свою людську неміч тричі відрікся від Божественного Учителя; згодом розкаявся, одержав прощення — і саме йому, першому серед апостолів, після свого воскресіння явився Господь — «…розповідали, що Господь дійсно воскрес, і з'явився був Симонові.» (Лк. 24:34). Це також підтверджує і апостол Павло у Першому посланні до Коринтян: «…і що з'явився Він Кифі, потім Дванадцятьом.»(1 Кор. 15:5). Далі в Євангеліях подається перелік наступних об'явлень Воскреслого, однак у них перший є Кифа-Петро. Проте ніхто і нічого не розповідає про ці зустрічі. Лише з глави Євангелія від Івана відомо, що воскреслий Ісус над Галилейським морем (на цьому місці стоїть Церква першості апостола Петра) підтверджує все сказане у Филиповій Кесарії й пояснює, чим загрожує Петрове зречення. Він ставить Петрові три майже однакові питання, щоби той тричі довів свою любов, від якої раніше тричі відрікся : 
 Тричі Петро зрікався Ісуса і тричі тепер визнавав свою слабкість: що любить Ісуса не жертовною любов'ю агапе, а лише недосконалою любов'ю філіа. Петро каявся. І отримав не тільки прощення, але і силу любити жертовною любов'ю агапе. Тоді, напевно, Петро остаточно зрозумів, що любов — це «зв'язок досконалості» і що лише Господь може дарувати, перетворивши його слабкість на непереможну Скелю. А ці слова, разом із словами апостолу Петрові про "ключі від Царства Небесного " (Мт. 16:18-19), про те, що «… від цього часу ти будеш ловити людей!» (Лк. 5:10) та його настанови «….ти ж колись, як навернешся, зміцни братію свою!», (Лк. 22:31-32) є визначенням першості апостола Петра і визнанням його наступником Ісуса Христа на Землі.

### Місіонер

Апостоли Петро і Павло (Ель Греко)

Після вознесіння Господа апостол Петро проповідував слово Боже в різних країнах і при цьому здійснював великі чудеса: воскрешав мертвих, зцілював хворих і немічних, очолив колегію  дванадцяти апостолів. Майже всі відомості про Петра, що належать до періоду після Вознесіння, подані у Діях апостолів. За Дії 1:4-13 ховається апостол разом з іншими до зіслання Святого Духа у Єрусалимі. Після сходження Святого Духа на апостолів Петро вперше відкрито проповідував у місті (Дії 2). Петро попав у конфлікт з владою Юдеї. Заарештований в 42 році у за наказом Ірода Агріппи I, царя Юдеї, ув'язнений в Єрусалимі, звідки через кілька днів врятувався, як про те оповідають Дії Апостолів. Після вбивства Степана та початку переслідування перших християн, апостоли проводять свої перші місіонерські кроки поза Єрусалимом. Петро разом з апостолом Іваном проповідують у Самарії (Дії 8:14-25). Як юдей, апостол Петро дотримувався всіх приписів щодо їжі. Проте у видінні почув він голос: «Що від Бога очищене, не вважай за огидне того!». Після видіння, отримавши запрошення від римського сотника Корнелія, апостол починає свою місію серед неюдеїв. Петро проводить хрещення поган (Дії 10:47). Це признають пізніше і його критики. Місіонерський шлях апостола був непростий. Апостол Павло відвідує Єрусалим у 36 та зустрічається спочатку з апостолом Петром, а у 49 з апостолами Яковом, Петром та Іваном (Гал. 2:9). У цих зустрічах визначаються також форма проведення та ставлення до місій серед поган. У Апостольському соборі в Єрусалимі 49 року було узгоджено з іншими апостолами, як слід чинити щодо поган, які бажають вступити в християнські громади. Апостол Павло розповідає про конфлікт з Петром при їхній зустрічі у Антіохії (Гал. 2:11-13), який спочатку споживав з поганами, а потім хотів накласти приписи Тори на неюдеїв. Отож у відмові від певних юдейських практик і приписів розпочався непростий період проповідування християнства серед інших народів.
Під час переслідування християн за імператора Нерона апостол Петро був розіп'ятий на переверненому хресті вниз головою за його бажанням, оскільки вважав себе негідним померти смертю свого Господа.
Євсевій Кесарійський у 300 році наводить близько 150 свідчень мученицької смерті Петра у Римі часів Нерона. Діонісій Коринфський у 170 році сказав про апостолів Петра і Павла: «Вони навчали разом однаковим чином в Італії та померли одночасно мученицькою смертю». Він і описав передання про спосіб розп'яття апостола Петра.

### Зцілення та воскресіння мертвих
По зісланні Святого Духа на апостолів, Петро палко проповідував людям віру в Ісуса Христа, божою благодаттю зцілював немічних і калік. Побував з проповідями в Єрусалимі, Самарії, Лідді, Йоппії, Кесарії, Антіохії, інших містах Малої Азії. Кілька разів його садили до в'язниці, але Ангел Господній у чудесний спосіб звільняв його.

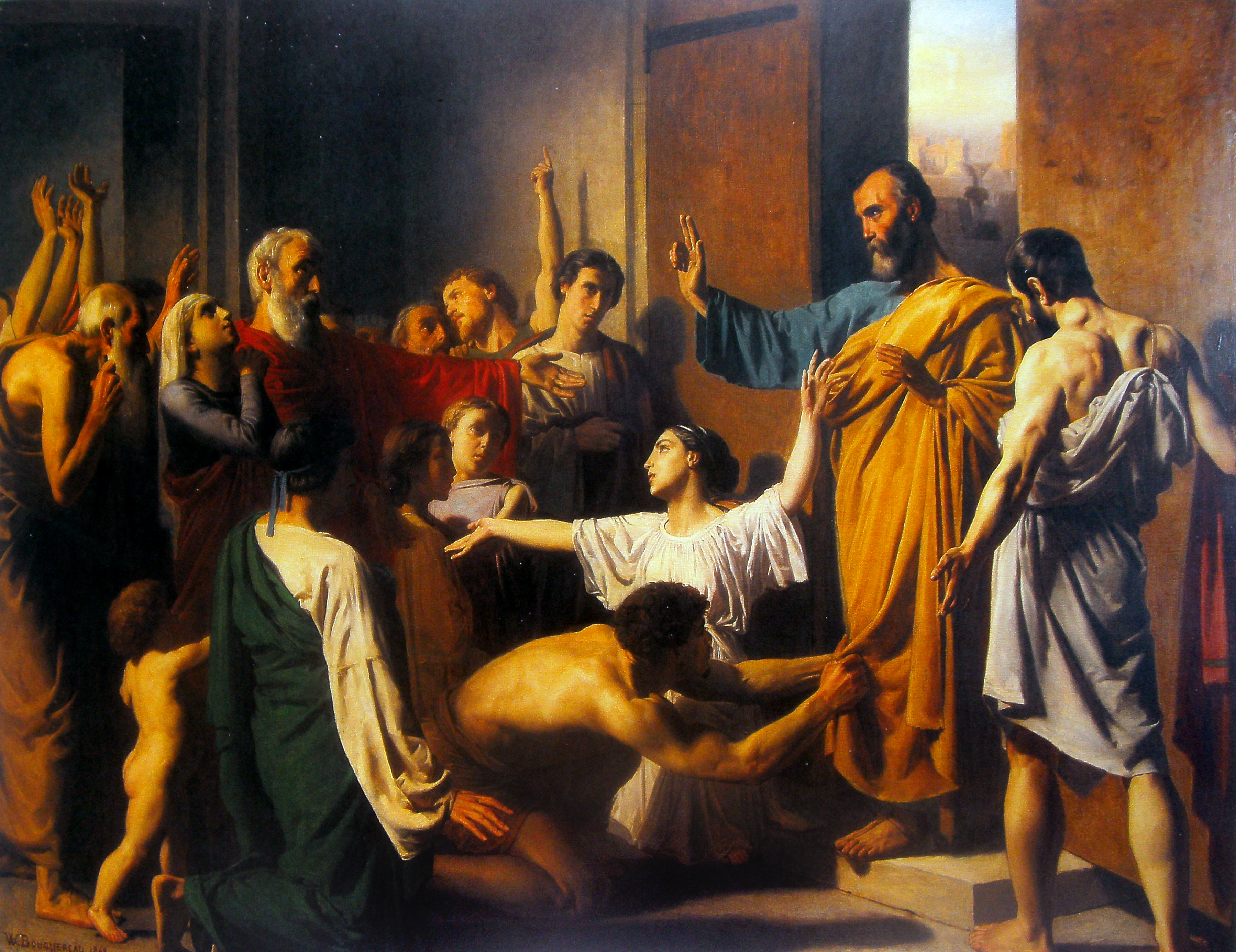
Святий Петро після того, як ангел визволив його з в’язниці, Вільям-Адольф Бугро (Представлена у 1848 році на здобуття Римської премії живопису та виграє другий Гран-прі після Гюстава Буланже)

### Листи апостола Петра
Новий Заповіт містить два листи апостола. Перше соборне послання апостола Петра з його «вітанням з Вавилону» (1 Петр. 5:13), написане з Риму, бо вже у той час Рим позначався переслідуваними християнами як «Вавилон» — особливо грішне місто світу (напр. Об. 14:8, Об. 16:9). Остаточне порівняння з Вавилоном прийшло до Риму зі зруйнуванням Єрусалимського Храму у 70 році, як і було зруйнування першого Храму Вавилоном у 586 р. до н. е. Автор послання називає себе в першому ж вірші — Петро, апостол Ісуса Христа (1 Петр. 1:1). Послання адресоване малоазійським християнам, віра яких піддавалася серйозним випробуванням у період, коли апостол Павло зі своїми співробітниками, заснувавши ряд християнських церков у Греції та Малій Азії, покинув Ефес. Друге соборне послання апостола Петра адресоване широкому колу перших християнських церков Малої Азії. Згідно з традиційною версією, воно написане апостолом Петром в останні роки життя в ув'язненні в Римі у 66-67 році. У посланні є пряма вказівка на очікування прийдешньої смерті: «Знаючи, що я незабаром повинен покинути оселю свою, як і Господь наш Ісус Христос об'явив був мені. А я пильнуватиму, щоб ви й по моєму відході завжди мали це в пам'яті.» (2 Петр. 1:14).

### Євангеліє від Марка
За словами Євсевія Кесарійського, Євангеліє від Марка написане у 43 році. Найбільш імовірне місце створення Євангелія від Марка — Рим. Євангеліст Марко — небіж левіта Варнави (Кол. 4:10); вони обидва супроводили св. Павла в першій його апостольській подорожі з Антіохії у Малу Азію (Дії 12:25). Через декілька років, перебуваючи у другому ув'язненні, апостол Павло просить Тимотея привезти у Рим Марка для служби (2 Тим. 4:9-12), оскільки в той час з ним був лише Лука. Пізніше Марко, нерозлучний супутник верховного апостола Петра, був, так би мовити, його секретарем. Наприкінці свого першого послання апостол Петро передає вітання вірним на сході від Марка, називаючи його своїм сином (1 Петр. 5:13). Цю відомість підтверджує і християнська традиція, називаючи Марка «перекладачем» Петра. Згідно з цією традицією й народилося Євангеліє від Марка — ніщо інше, як коротко списана проповідь саме апостола Петра. Це стверджує також і свідоцтво Папія, єреапольського єпископа у Фригії (100—130 рр.), мовляв, Марко — за свідченням пресвітера (Іоана Богослова) — бувши тлумачем апостола Петра, все те, що запам'ятав, точно списав, хоч і не в тім порядку, як то, було, Господь говорив і чинив.

### Загибель у Римі

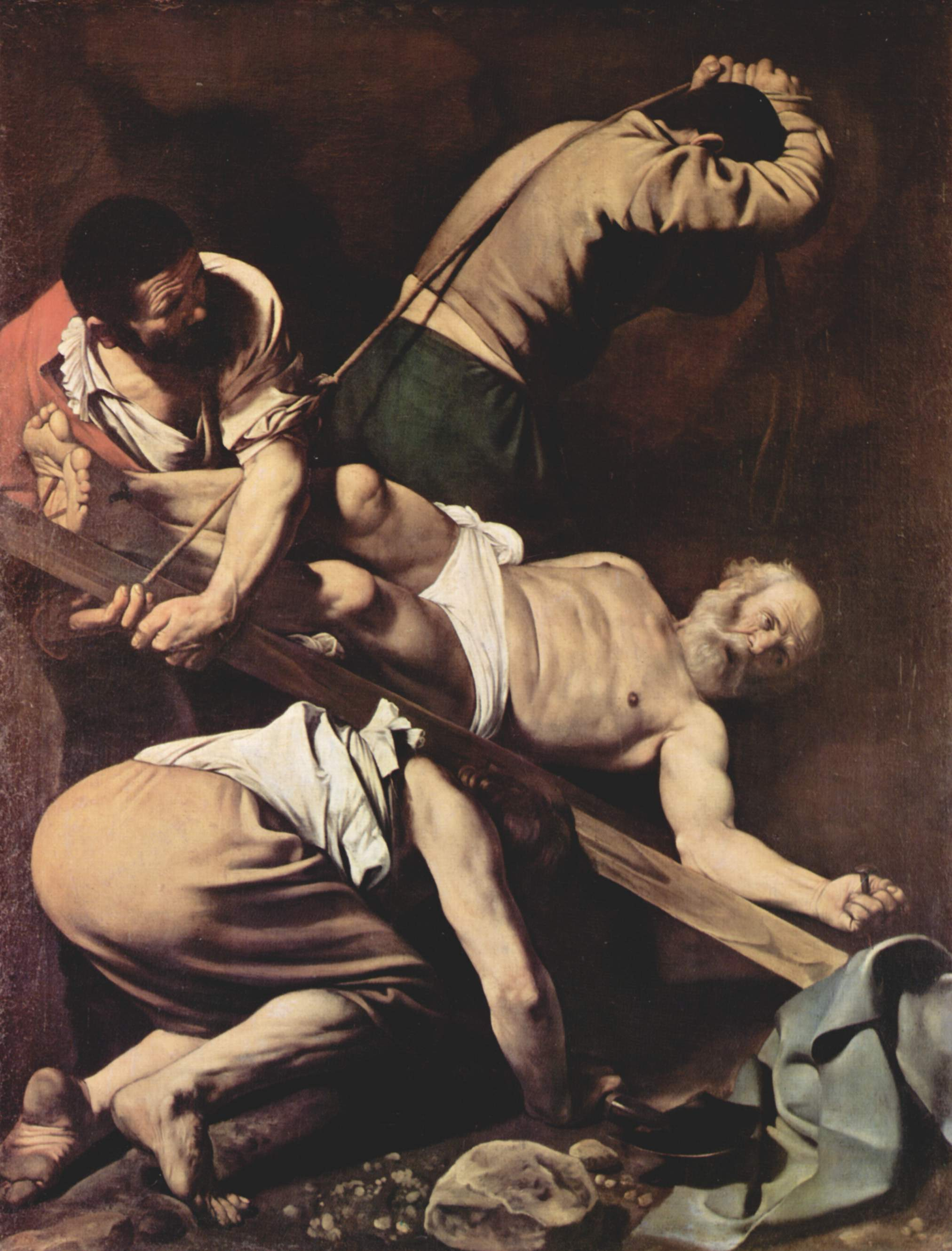
Розп'яття Святого апостола Петра роботи Караваджо у Санта Марія дель Пополо.

Урешті-решт, Петро прибув до Рима, де викрив волхва Симона й навернув до християнства двох дружин Нерона. Останній наказав стратити Петра 29 червня 67, розіп'явши на хресті вниз головою (за проханням самого Апостола для підкреслення різниці своїх мук і страждань від тих Божественного Учителя, як цитує Євсевій Кесарійський слова Оригена у своїй Церковній історії). Найранішу згадку про мученицьку смерть апостола наведено у Першому листі папи Климента, написаного у останньому десятилітті першого століття. Євсевій Кесарійський у 300 році подає близько 150 свідчень мученицької смерті Петра у Римі часів Нерона. Діонісій Коринфський у 170 році сказав про апостолів Петра і Павла: «Вони навчали разом однаковим чином в Італії та померли одночасно мученицькою смертю». Він також і описав переказ про спосіб розп'яття апостола Петра.

## Могила апостола

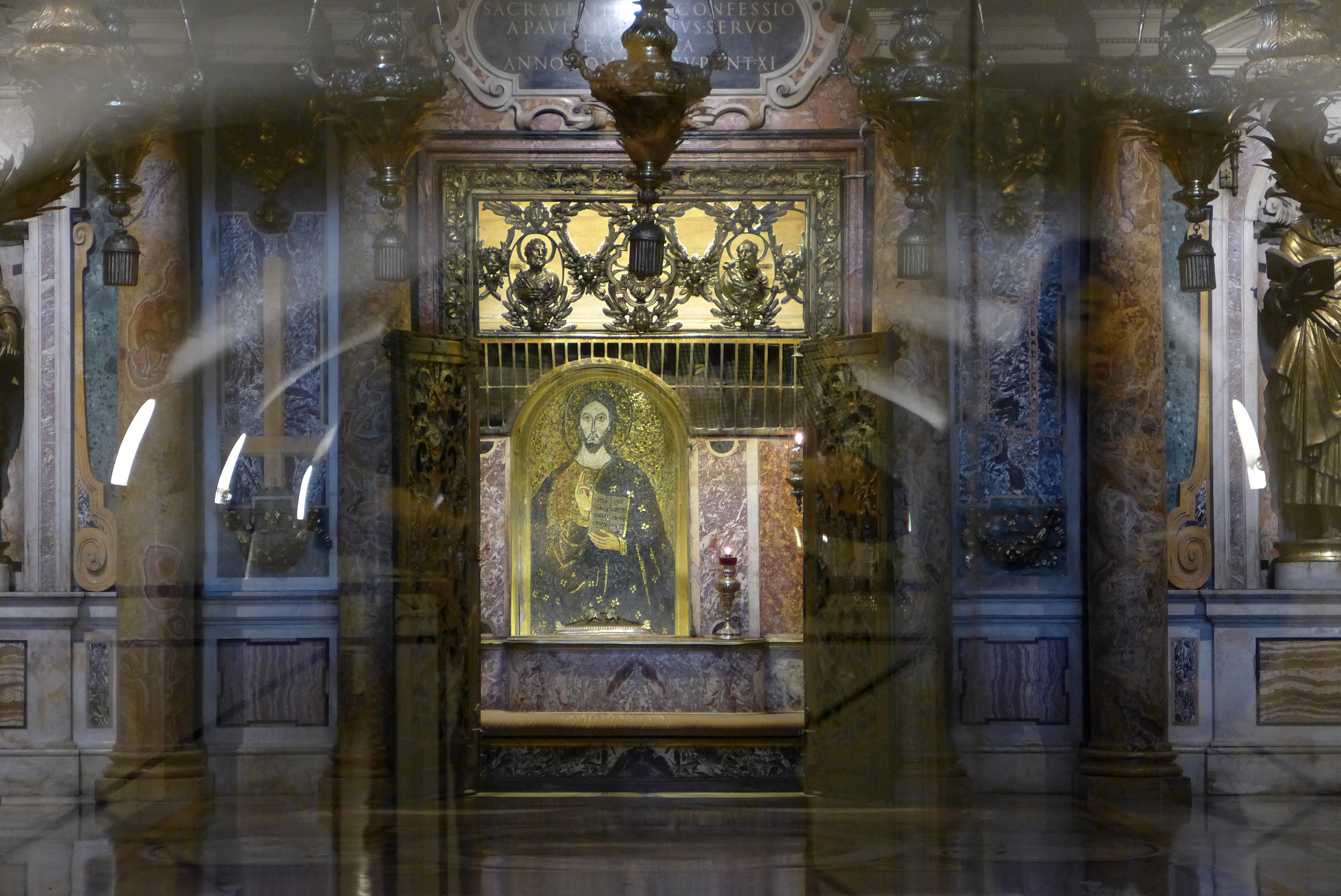
Могила апостола Петра у ніші в конфесіо під вівтарем Собору святого Петра прикрашена мозаїкою з зображенням Ісуса Христа

Найдавнішим відомим свідченням про місце поховання апостолів Петра і Павла є цитування Євсевієм Кесарійським у творі «Церковні історії» римського священика Гая, що служив за папи Зефірина: «Я можу трофеї апостолів показати. Якщо йтимеш до Ватикану, чи дорогою на Остію, знайдеш трофеї тих, що заснували цю церкву». Для історії католицької церкви і Рима, як місця перебування понтифіка, має значення тлумачення архітектурного поняття «трофей». Євсевій через 100 років розтлумачив цитату як вказівку на місце поховання. У 315—349 роках імператор Костянтин Великий над місцем поховання збудував Базиліку апостола Петра, яка простояла до 1507 року і яку було зруйновано для побудови Собору Святого Петра. В новій базиліці вівтар знову постав над могилою апостола, а сама могила міститься в ніші в конфесіо, під вівтарем, її прикрашено мозаїкою з зображенням Ісуса Христа. У 1940—1949 роках папа Пій XII дозволив археологічні дослідження поховань. Розкопки виявили два ряди поховань, частину яких було засипано ще при зведенні першої базиліки. Знайдено також залишки архітектурних форм поховань, датованих І-ІІ ст. Результати досліджень і підтвердження поховання апостола Петра вперше опубліковані 1951 року, проте були розкритиковані за недостатню документаційну базу та методичні помилки при розкопках. Через це Ватикан дозволив проведення нових досліджень у 1953—1958 та 1965 роках з урахуванням попередньої критики. На центральному місці за колонами монумента знайдено поховання, накрите з 140 року круглим каменем — cippus, що позначає місце мученицької смерті Петра і потрактовано Гаєм як трофей. Навколо центрального поховання впорядковано розташовані інші могили. Таке розташування свідчить про вшанування цього місця. Археолог Маргеріта Ґвардуччі також задокументувала написи на стіні за колонами, серед них і «PETR… EN I», як позначення реліквій апостола Петра. Знайдені у похованні людські рештки дослідили: судово-медична експертиза виявила, що кістки належали чоловікові віком близько 61 року і походять з 1-го століття. Ці результати, які папа Павло VI оголосив у 1968 році, вказують, що ці кістки — мощі апостола Петра
.
У Римі 2017 року було виявлено кістки, що можуть відноситись до Св. Петра. Релікти святого, котрий є першим папою, були знайдені в глиняних горщиках. Два горщики римської епохи з написом на кришках, що вказує, що всередині були не тільки фрагменти кісток від Св. Петра, але також три ранні папи. Залишки були передані до Ватикану для подальшого вивчення. Невідомо, як і чому мощі були заховані саме в церкві Санта Марія ін Капелла. Одна із теорій полягає в тому, що вони були перенесені туди з Ватикану папою Урбаном II під час розколу всередині католицької церкви..

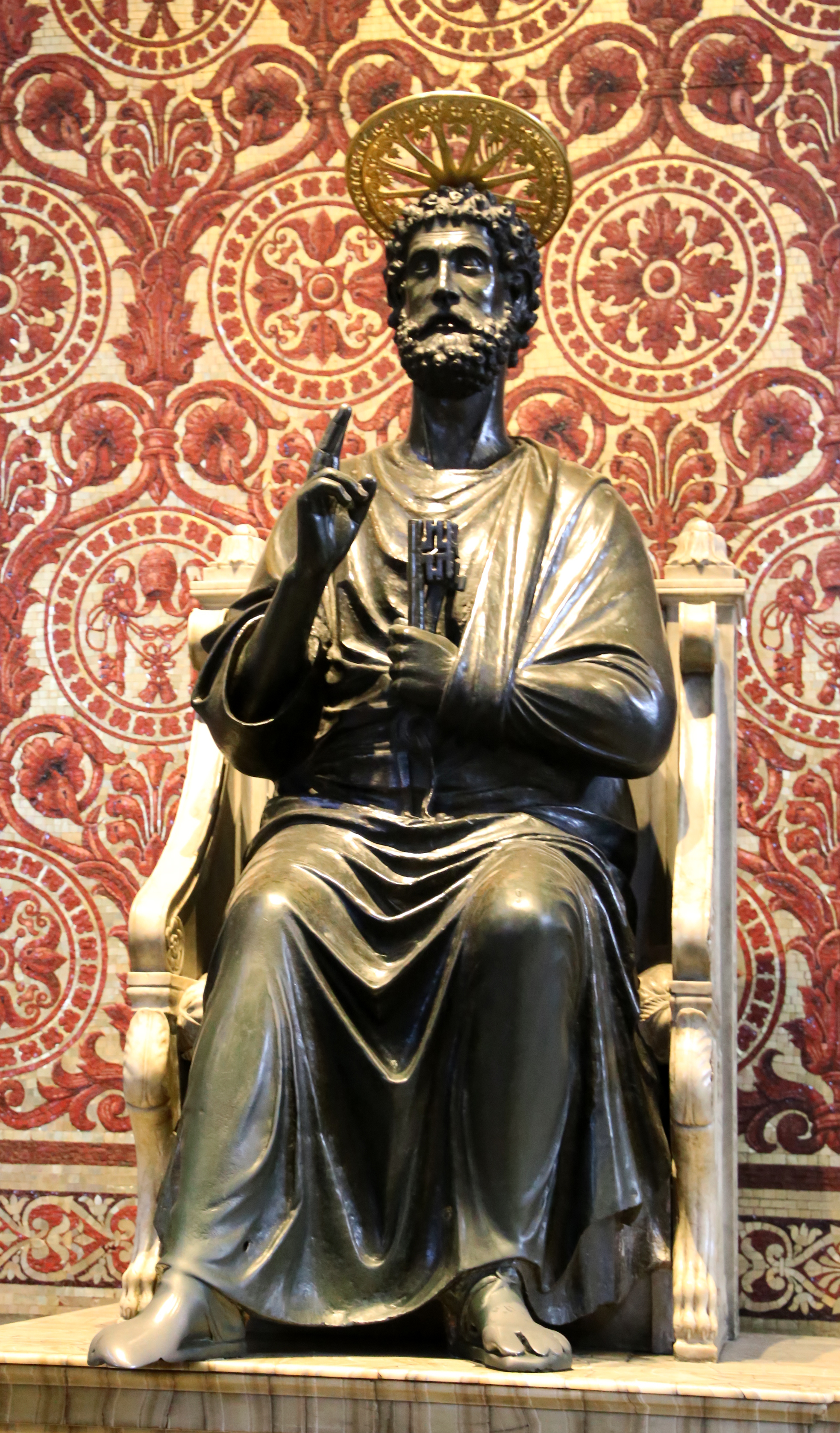
Петро на троні з жестом благословення та ключем (Арнольфо ді Камбіо, бронза, XIII ст., Собор Св. Петра у Ватикані)

## Вшанування пам'яті
- Пам'ятник Святому Апостолу Петру у Ватикані.
- На його честь названа Площа Святого Петра у Ватикані.
- У місті Хуст (Закарпаття) є вулиця Апостолів Петра і Павла.

## Канонізація
Канонізований ще першими християнами.

## Патрон
- Україна: Брацлав
- Італія: Рим, Умбрія
- Нідерланди: Лейден
- Німеччина: Бремен, Вормс, Кельн, Трір
- Польща: Познань
- Португалія:
  - муніципалітети: Алканена, Алфандега-да-Фе, Бомбаррал, Евора, Кантаньєде, Каштру-Дайре, Маседу-де-Кавалейруш, Палмела, Пеніше, Порту-де-Мош, Сан-Педру-ду-Сул, Сертан, Тарока, Фрейшу-де-Ешпада-а-Сінта
  - парафії: Абасаш, Авеланш-де-Сіма, Арадаш, Антеш, Белазайма-ду-Шан, Валонгу-ду-Вога, Ешкапайнш, Ковелу-де-Пайво, Наріш, Параїзу, Пардільо, Сегадайнш, Таменгуш
- Росія: Санкт-Петербург
- США: Лас-Вегас

## Див. також

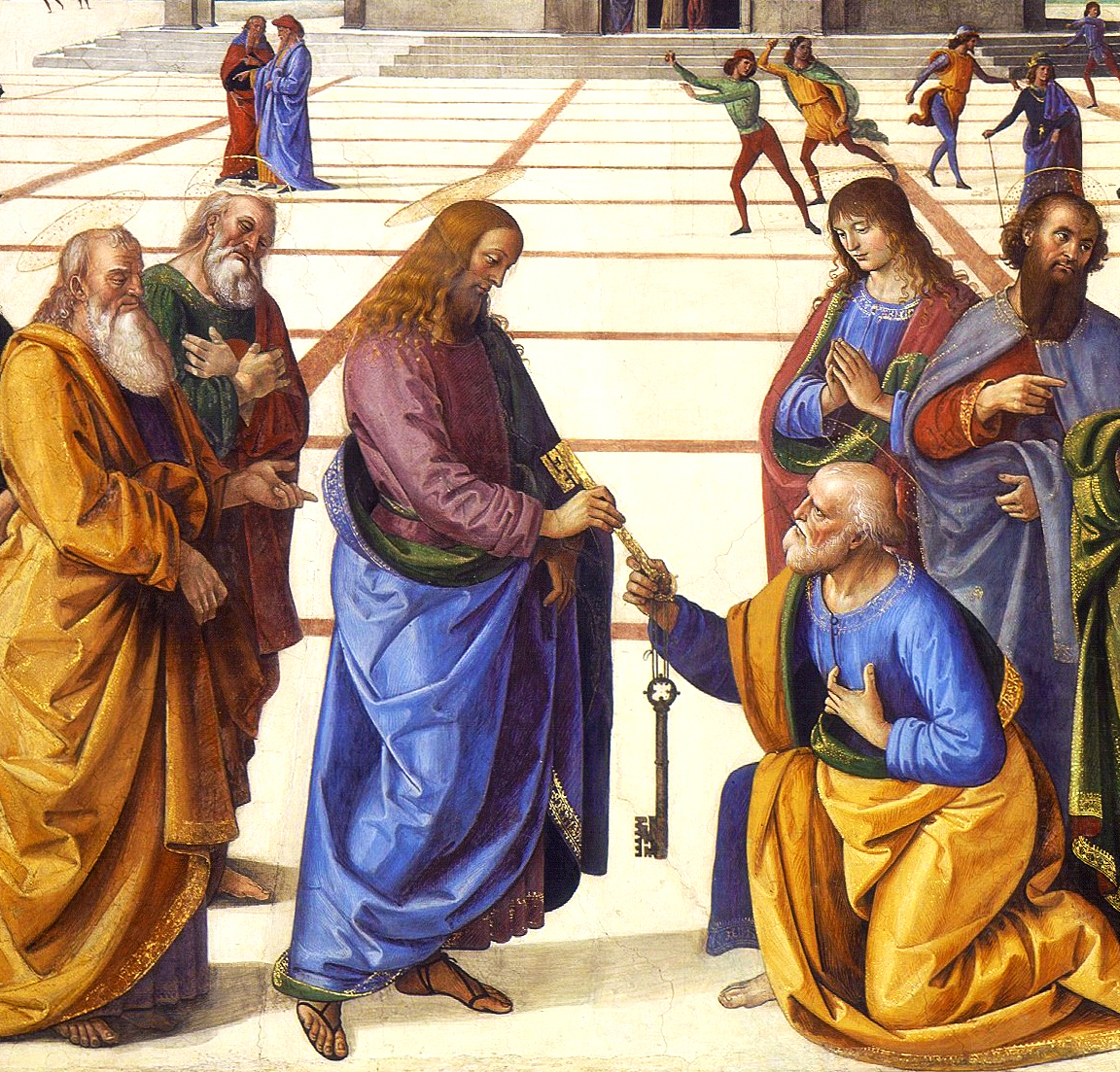
Вручення ключів апостолу Петру Царства небесного (фрагмент) П'єтро Перуджино ~1481, Сікстинська капела, Ватикан